# Luca Degunda
Luca Degunda (* 1978 in Zug) ist ein Schweizer Künstler.

## Leben
Degunda besuchte von 1991 bis 1999 die Kantonsschule Zug, studierte von 2000 bis 2001 Kunstgeschichte und Germanistik an der Universität Zürich und besuchte von 2001 bis 2002 den Vorkurs mit Diplom am HGK Luzern. Von 2002 bis 2006 absolvierte er den Studiengang Neue Medien an der HGK Zürich und schloss mit einem Diplom ab. Seit 2008 ist er freischaffender Künstler und schuf Ausstellungen im In- und Ausland. Degunda wohnt in Zürich.
In seiner Heimatstadt ist er bekannt für seine Nase, die im öffentlichen Raum wandert.

## Ausstellungen
- Sie nennen es Realität, HMKV Dortmund (2006)
- What’s in the dark, Stitch Project, Berlin (2008)
- Beat Zoderer inszeniert Eigenes und Anderes, Museum Langmatt, Baden (2009)
- Hommage an eine Gründergeneration, Plakataktion in Erfurt (2009)
- Portability & Network, Cleveland, Ohio (2011)
- Dummheit, Ausstellungsraum TomBola, Zürich (2012)
- Novemberedition, Verein für Originalgrafik, Zürich (2012)
- Lost In Tugium, Kunst im öffentlichen Raum, Zug (2012)
- Massnahmen, kunstgaleriebonn, Bonn (2012)
- Plain Lineage, Galerie Sylva Denzler, Zürich (Soloshow) (2013)
- Destillat, Kunstverein Tiergarten, Galerie Nord, Berlin (2013)
- Coconut Grove, Zug (2016)